# Liu Tingting (gimnastyczka)
Liu Tingting (chiń. 刘婷婷; pinyin Liú Tíngtíng; ur. 6 września 2000 r. w Guangdongu) – chińska gimnastyczka, mistrzyni świata, dwukrotna złota medalistka igrzysk azjatyckich, trzykrotna mistrzyni Azji.